# Disconnect.me
Disconnect Mobile (también conocido como Disconnect.me) es una aplicación open source para Android y iPhone, desarrollada por el equipo Disconnect.me (Brian Kennish y Casey Oppenheim) diseñada para parar rastreadores de terceros en esas plataformas, y proporcionando búsqueda y navegación privada en la web. En 2015, Disconnect-Search es el motor de búsqueda por defecto del navegador navegador Tor, centrado en la seguridad.
La aplicación se excluyó de Google Play Store cinco días después de su liberación en agosto de 2014. Google citó una vulneración de sus Términos de Servicio, que prohibían a los desarrolladores usar el store "para distribuir aplicaciones que interfirietan o cortaran los servicios de terceras partes". Esto atrajo críticas de partes como Electronic Frontier Foundation (y Disconnect.me), que vieron esta aplicación como amiga de la privacidad, y argumentaron que la motivación de Google se basaba principalmente en el hecho de que interfería con el modelo de negocio basado en publicidad de numerosas empresas, incluyendo la propia Google. La aplicación se restauró en Google Play Store dos semanas después de su exclusión, antes de ser excluida por segunda vez por la noche.
En junio de 2015, Disconnect archivó una queja por falta de confianza contra Google.